# Campeonato Mundial de Biatlón de 2013 – Salida en grupo - masculina
El evento de Salida en grupo - masculino del Campeonato Mundial de Biatlón de 2013 se llevó a cabo el 17 de febrero de 2013, donde participaron 30 atletas en un circuito de 15 km.

## Resultado
La carrera comenzó a las 15:00 (hora local).
| Pos.              | Núm. | Nombre                  | Nacionalidad    | Tiempo  | Penalizaciones (T+T+P+P) | Dif. de tiempo |
| ----------------- | ---- | ----------------------- | --------------- | ------- | ------------------------ | -------------- |
| Medalla de oro    | 19   | Tarjei Bø               | Noruega         | 36:15.8 | 0 (0+0+0+0)              |                |
| Medalla de plata  | 5    | Anton Shipulin          | Rusia           | 36:19.5 | 1 (0+0+1+0)              | +3.7           |
| Medalla de bronce | 1    | Emil Hegle Svendsen     | Noruega         | 36:23.2 | 1 (0+1+0+0)              | +7.4           |
| 4                 | 14   | Ondřej Moravec          | República Checa | 36:26.2 | 1 (0+0+1+0)              | +10.4          |
| 5                 | 21   | Erik Lesser             | Alemania        | 36:28.6 | 1 (1+0+0+0)              | +12.8          |
| 6                 | 12   | Dominik Landertinger    | Austria         | 36:32.5 | 1 (0+0+1+0)              | +16.7          |
| 7                 | 15   | Jean-Guillaume Béatrix  | Francia         | 36:35.4 | 2 (1+0+1+0)              | +19.6          |
| 8                 | 16   | Björn Ferry             | Suecia          | 36:38.3 | 0 (0+0+0+0)              | +22.5          |
| 9                 | 20   | Simon Fourcade          | Francia         | 36:52.1 | 2 (1+0+1+0)              | +36.3          |
| 10                | 2    | Martin Fourcade         | Francia         | 36:52.6 | 2 (0+1+0+1)              | +36.8          |
| 11                | 10   | Andreas Birnbacher      | Alemania        | 36:53.0 | 2 (1+0+0+1)              | +37.2          |
| 12                | 6    | Fredrik Lindtsröm       | Suecia          | 37:15.2 | 2 (1+0+0+1)              | +59.4          |
| 13                | 26   | Lowell Bailey           | Estados Unidos  | 37:25.2 | 2 (0+0+0+2)              | +1:09.4        |
| 14                | 30   | Simon Schempp           | Alemania        | 37:25.9 | 3 (1+1+1+0)              | +1:10.1        |
| 15                | 7    | Dmitry Malyshko         | Rusia           | 37:30.2 | 3 (1+0+1+1)              | +1:14.4        |
| 16                | 8    | Evgeny Ustyugov         | Rusia           | 37.35.0 | 3 (1+1+0+1)              | +1:19.2        |
| 17                | 25   | Henrik L'Abee-Lund      | Noruega         | 37:41.9 | 3 (0+0+2+1)              | +1:26.1        |
| 18                | 13   | Simon Eder              | Austria         | 38:48.4 | 2 (1+0+0+1)              | +1:32.6        |
| 19                | 4    | Jakov Fak               | Eslovenia       | 38:02.8 | 4 (0+2+0+2)              | +1:47.0        |
| 20                | 23   | Andriy Deryzemlya       | Ucrania         | 38:03.3 | 4 (1+0+3+0)              | +1:47.5        |
| 21                | 17   | Lukas Hofer             | Italia          | 38:08.7 | 3 (3+0+0+0)              | +1.52.9        |
| 22                | 22   | Jean-Philippe Leguellec | Canadá          | 38:17.5 | 3 (0+0+1+2)              | +2:01.7        |
| 23                | 24   | Arnd Peiffer            | Alemania        | 38.24.7 | 2 (0+2+0+0)              | +2:08.9        |
| 24                | 18   | Ole Einar Bjørndalen    | Noruega         | 38:28.0 | 6 (1+1+2+2)              | +2.12.2        |
| 25                | 9    | Evgeniy Garanichev      | Rusia           | 38:28.1 | 5 (1+1+1+2)              | +2:12.3        |
| 26                | 29   | Klemen Bauer            | Eslovenia       | 38:44.1 | 4 (0+0+2+2)              | +2:28.3        |
| 27                | 27   | Benjamin Weger          | Suiza           | 38.55.9 | 3 (1+0+2+0)              | +2:40.1        |
| 28                | 11   | Alexis Bœuf             | Francia         | 39.23.4 | 2 (0+0+2+0)              | +3:07.6        |
| 29                | 28   | Tomas Kaukėnas          | Lituania        | 39:58.9 | 3 (0+1+1+1)              | +3:43.1        |
| 30                | 3    | Tim Burke               | Estados Unidos  | 41:15.5 | 5 (2+3+0+0)              | +4:59.7        |